# Polnische Badmintonmeisterschaft 2017
Die Polnische Badmintonmeisterschaft 2017 fand vom 15. bis zum 18. Juni 2017 in Białystok statt. Es war die 53. Austragung der Titelkämpfe.

## Medaillengewinner
| Disziplin    | Gold                                                                          | Silber                                                                                  | Bronze |
| ------------ | ----------------------------------------------------------------------------- | --------------------------------------------------------------------------------------- | --- |
| Herreneinzel | Mateusz Dubowski (Hubal Białystok)                                            | Hubert Pączek (AZS AGH Kraków)                                                          | Rafał Hawel (-) Mateusz Świerczyński (UKS Orkan Przeźmierowo)                                                                                                  |
| Dameneinzel  | Wiktoria Dąbczyńska (MKS Orlicz Suchedniów)                                   | Kornelia Marczak (UKS Plesbad Pszczyna)                                                 | Joanna Stanisz (ABRM Warszawa) Olga Miksza (ABRM Warszawa) |
| Herrendoppel | Adam Cwalina (SKB Litpol-Malow Suwałki) Robert Mateusiak (Hubal Białystok)    | Paweł Pietryja (UKS Plesbad Pszczyna) Przemysław Szydłowski (LKS Technik Głubczyce)     | Paweł Prądziński (KS Match Point Ślęza) Jan Rudziński (AZS AGH Kraków) Mateusz Świerczyński (UKS Orkan Przeźmierowo) Piotr Wasiluk (Hubal Białystok)           |
| Damendoppel  | Agnieszka Wojtkowska (Technik Głubczyce) Aneta Wojtkowska (Technik Głubczyce) | Kamila Augustyn (SKB Litpol-Malow Suwałki) Monika Bieńkowska (SKB Litpol-Malow Suwałki) | Dominika Cygan (AZS UM Łódź) Małgorzata Janiaczyk (-) Wiktoria Dąbczyńska (MKS Orlicz Suchedniów) Aleksandra Goszczyńska (UKSB Milenium Warszawa)              |
| Mixed        | Robert Mateusiak (Hubal Białystok) Nadieżda Zięba (Hubal Białystok)           | Wojciech Szkudlarczyk (Hubal Białystok) Agnieszka Wojtkowska (Technik Głubczyce)        | Michał Łogosz (SKB Litpol-Malow Suwałki) Kamila Augustyn (SKB Litpol-Malow Suwałki) Paweł Pietryja (UKS Plesbad Pszczyna) Aneta Wojtkowska (Technik Głubczyce) |